# Влчнов
Влчнов (чеськ. Vlčnov, нім. Wiltschnau) — село та муніципалітет в Злінському краї Чехії, у культурному регіоні Моравської Словаччини (Slovácko). Знаходиться близько 5 км на південний захід від Угерського Броду.
Перша письмова згадка про село датується 1264 роком. Назва села походить від періоду, коли Влчнов був ще поселенням і часто в його околицях показувалися зграї вовків. Так село називалося Vlčice Nové, який пізніше був скорочений до Vlčnov.

## Традиції
Це знамените село славиться своїм традиційним фестивалем Виїзд королів, який відбувається в останню неділю травня на День Святої Трійці. Виїзд королів був включений до списку ЮНЕСКО шедеврів усної та нематеріальної культурної спадщини людства 27 листопада 2011 року. «Король» у костюмі Влчнова проходить через село зі своєю свитою. У нього є біла троянда в роті, щоб він не міг говорити і розкрити, що він не жінка. Це робиться за деякими джерелами, щоб вшанувати день, коли король Матвій Корвін був врятований, переодягнений у жіночий костюм і втік у тому ж вигляді через село.
У 1935 році Йосиф Ровенський знімав тут фільм Maryša, задуманий як перший кольоровий фільм в Чехословаччині. У 1968 р. тут було знято фільм «Жарти» згідно з романом Мілана Кундери.
Художник Йожа Упрка, який створив картину «Виїзд королів», бував у селі. Йозеф Кльваха зробив фотографію «Виїзд королів» як одну з перших документальних фотографій в Моравії.

## Галерея

Пам'ятка архітектури будинок №119 та брама костела св. Якуба Старшого
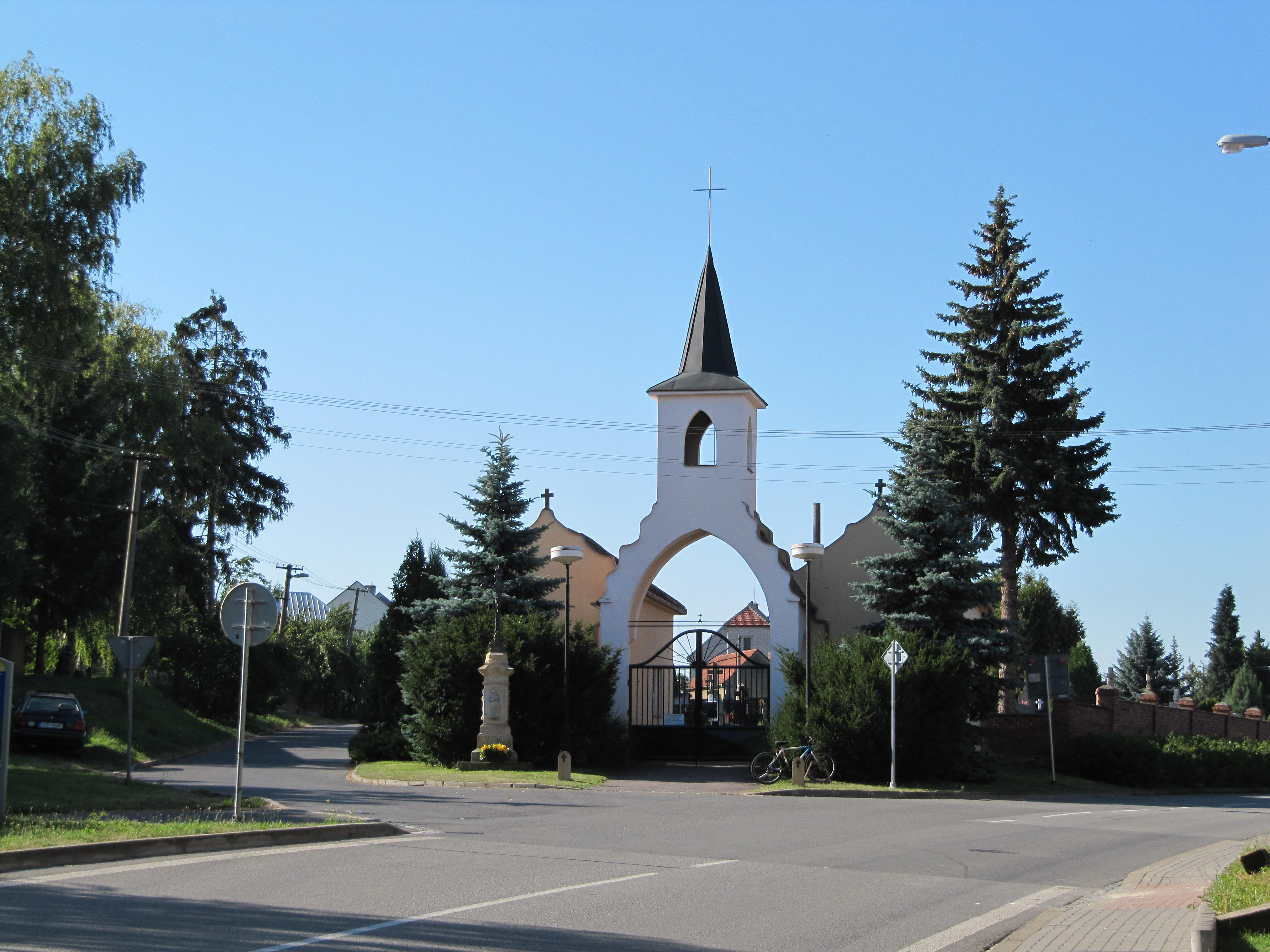
Брама кладовища
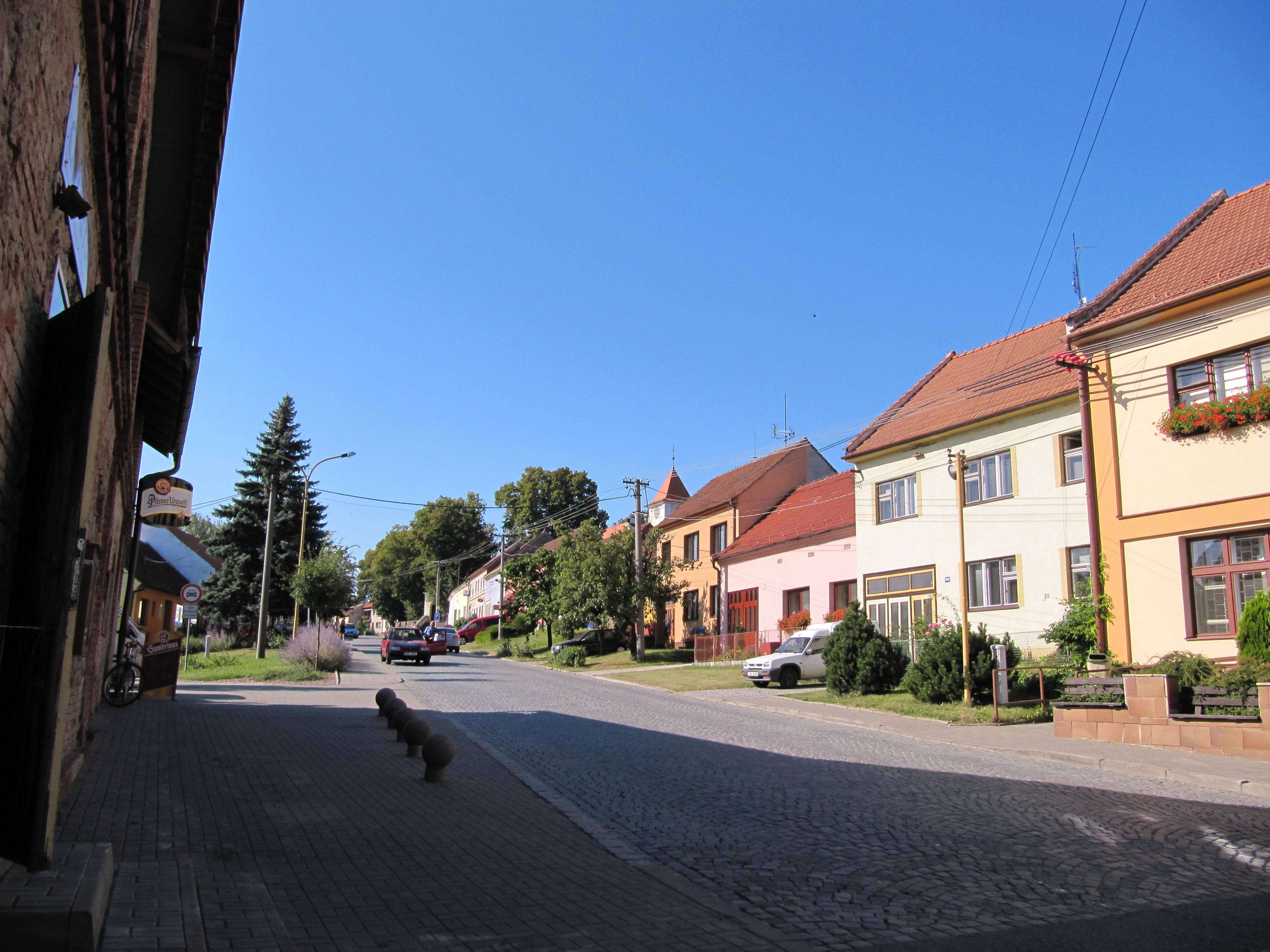
Вулиця у напрямку Дольни Немчи
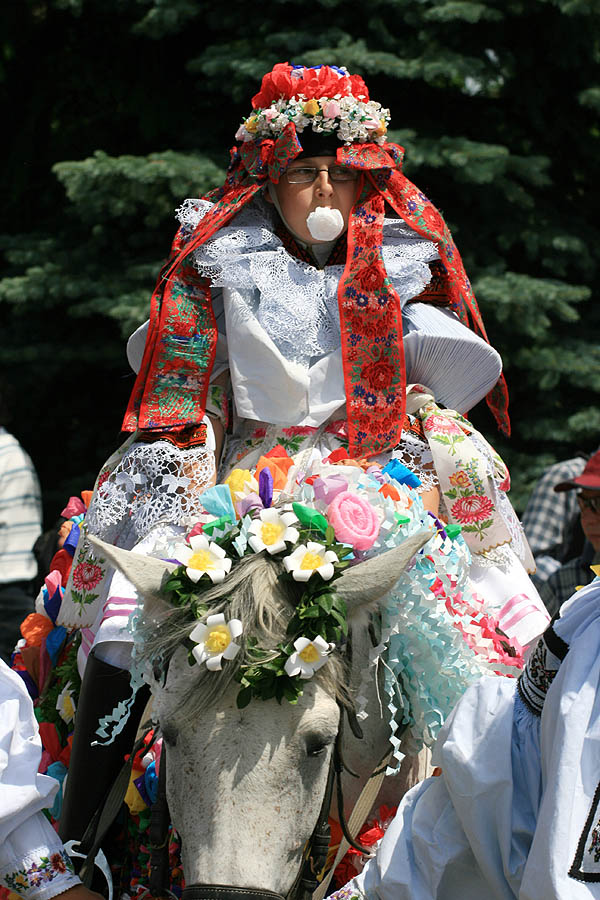
Виїзд королів 2007
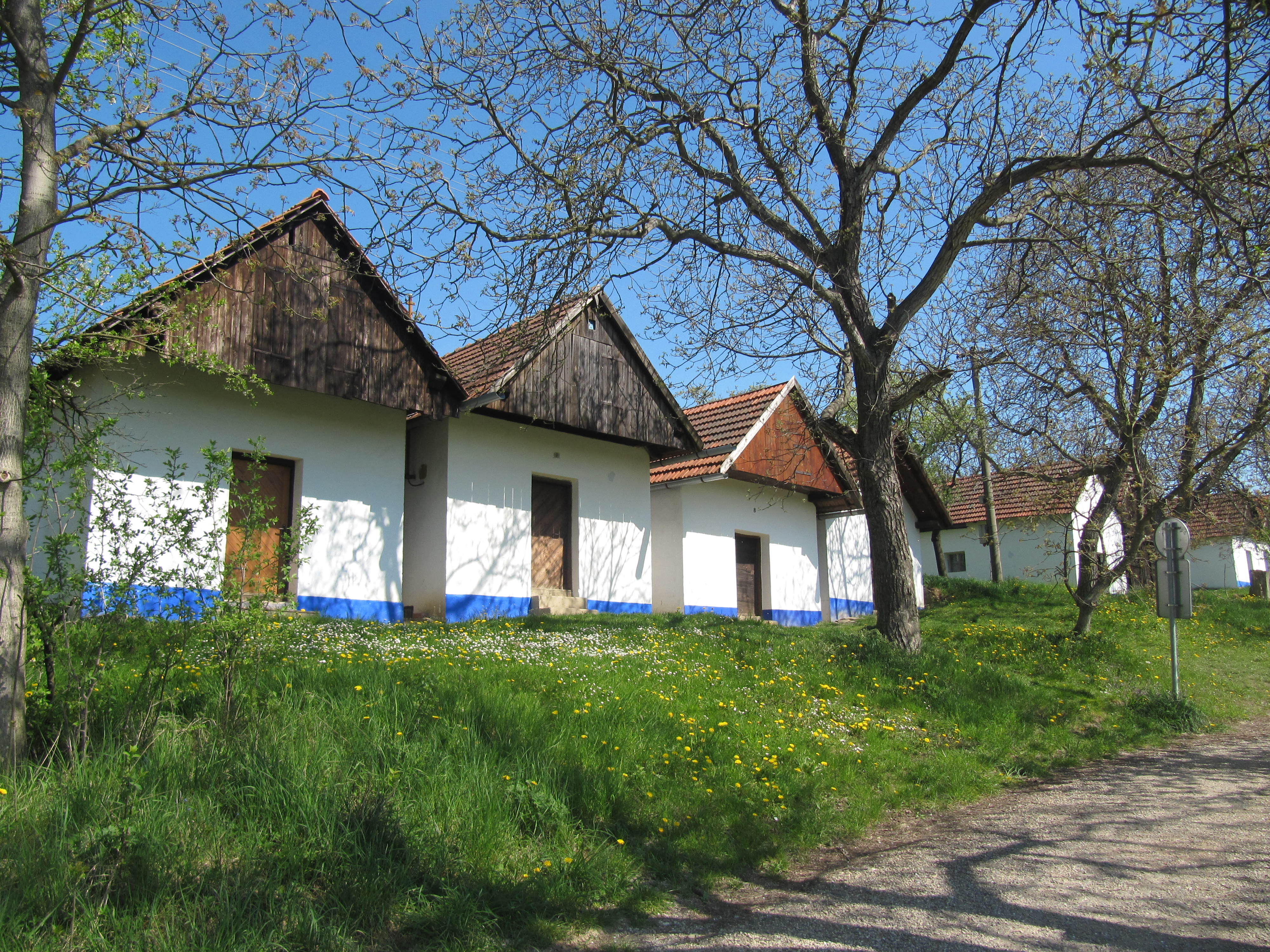
Винні сараї